# 童子切
童子切（どうじぎり）は、平安時代の伯耆国の大原の刀工・安綱作の日本刀（太刀）。童子切安綱（どうじぎりやすつな）とも呼ばれる。日本の国宝に指定されている。

## 概要

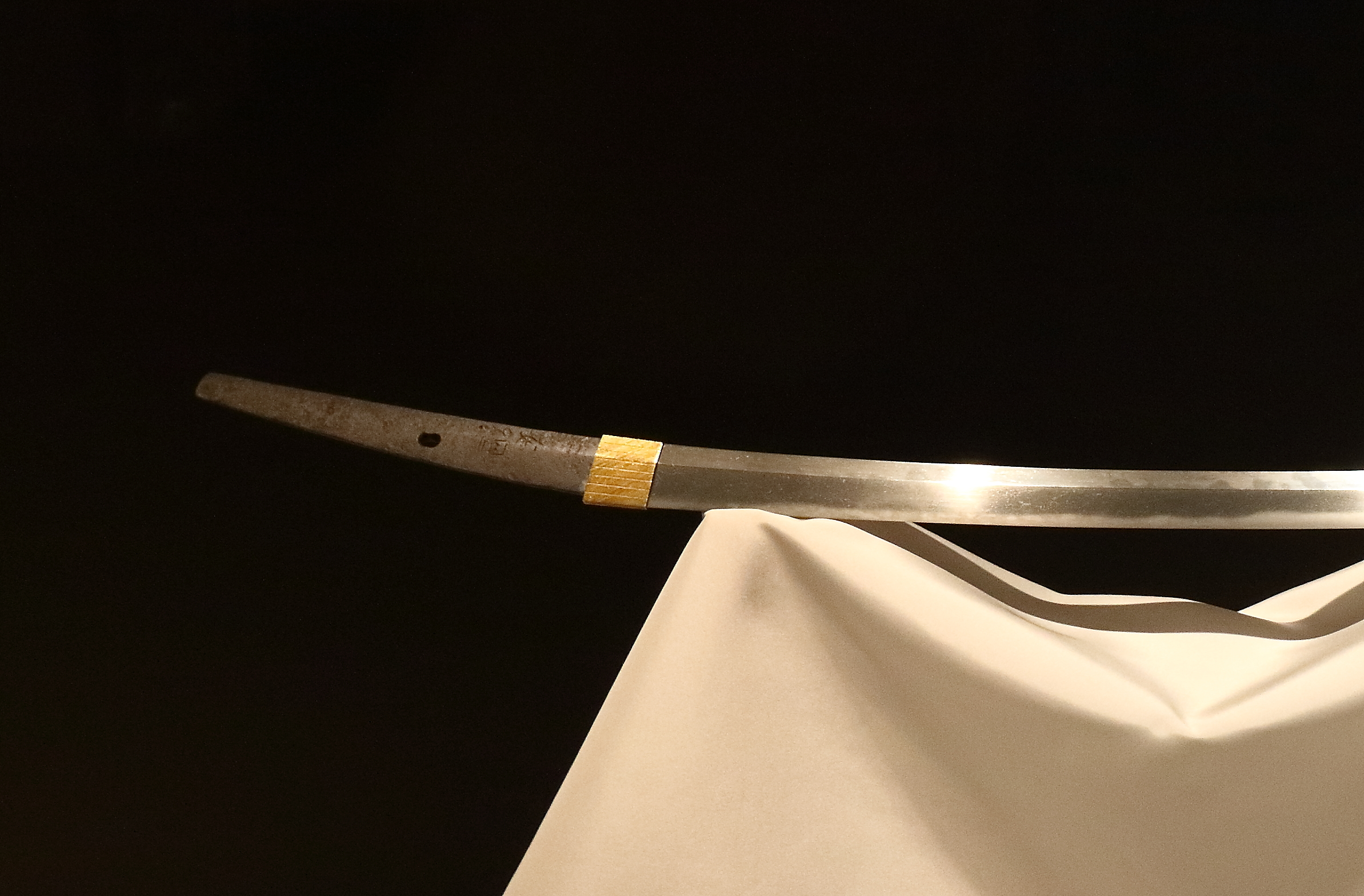
目釘孔の上、棟寄りに「安綱」二字銘がある

国宝指定名称は「太刀　銘　安綱（名物童子切安綱）」で、附（つけたり）として「糸巻太刀、梨子地葵紋散太刀箱」も指定されている。
天下五剣の一つで、わが国の代表的な刀剣の一口とされる。大包平と共に「日本刀の東西の両横綱」と称される最も優れた名刀とされている。
清和源氏の嫡流である源頼光が丹波国大江山に住み着いた鬼・酒呑童子の首をこの太刀で斬り落としたという伝承から「童子切」の名がついた。享保4年（1719年）に江戸幕府第8代将軍徳川吉宗が本阿弥光忠に命じて作成させた『享保名物帳』には、「名物 童子切」として由来と共に記載されている。
現在では制作年代は酒呑童子伝説の時期よりも後なのではないかとの見解もある。刀剣研究家の佐藤寒山は、「大江山物語はフィクションが多く含まれていることは否めないだろう。しかし童子切は享保名物帳にあることでも、同作の安綱在銘の太刀が比較的に多く現存する中で、安綱中第一等の作であるのは明らか」と記している。

## 作風
刀身：鎬造、庵棟、小鋒つまり腰反り踏張りあり。側肉豊かにつき、鍛えは小板目地沸厚く、沸映り乱れ立ち、地景入る。刃文は小乱れ、足入り、金筋かかり、区上で焼落とす。帽子は乱れて小丸ごころとなり、強く掃きかけて替える。茎生ぶ、先栗尻、鑢目、目釘孔一、目釘孔上棟寄りに銘を切る。
外装：総長109.1 柄長24.8 鞘長84.6 鐔縦7.85 鐔横7.8(cm)。金梨子地蒔絵、赤銅魚子地に桐紋散しの総金具のついた糸巻太刀拵えがあり、総体に肉のよくしまった桃山時代の製作である。茶糸巻の柄、紺地金襴の帯取、太刀の緒は亀甲打で、渡巻の芯には「昭和二十二年十二月補修、道明新兵衛」と墨書されている。太刀箱は金梨子地に葵紋を蒔絵した豪華なもので江戸初期の製作と思はれる。

## 伝来

### 伝承
慶応義塾大学図書館蔵『しゆてんとうし』には『太平記』からの引用が見られる。『太平記』によると、伯耆国大原五郎大夫安綱が打った太刀であり、坂上田村麻呂が鈴鹿御前との戦いに用いた後に伊勢神宮に納められ、頼光が参宮した際に夢中で託宣があり伊勢神宮より下賜った源氏累代の太刀とされる。しかし、その後の渡辺綱が牛鬼を切ったという逸話は綱の持つ鬼切に引用されている。また酒呑童子絵巻の中には酒呑童子の首を絶つに用いた太刀をすでに鬼切丸と称すものもある。
軍記物『太平記』の物語では、鬼切と鬼丸の二刀は、新田義貞が藤島で奮戦し戦死した際に所持していたとされる。
また、酒呑童子の説話を書いた絵巻や絵詞などの諸本では、源頼光が酒呑童子を斬った太刀として「血吸」（血すい、ちすい）の名前が登場する。

### 来歴
室町時代には足利将軍家が所蔵していたとされておる。
新田義貞の戦死地である越前国・藤島は、南北朝時代以降、朝倉家の支配下にあった。
一方、北野天満宮所蔵の「鬼切丸」は、最上家伝来の家宝とされており、同家の伝承によれば、延文元年（1356年）に斯波家から出羽の最上兼頼へと伝わったという。この伝承が正確であるとすれば、天文七年（1538年）に足利義晴へ献上された「鬼切」とは、年代的にも経路的にも異なる太刀である可能性が高い。
その後、足利将軍家の政所執事であった摂津晴門（摂津掃部）が、鬼切を含む将軍家の財物を管理していた可能性が指摘されている。摂津晴門は永禄七年（1564年）に政所執事に就任し、足利義輝・義昭両代の元服奉行を務めた。
江戸時代の天和二年（1682年）には、摂津晴門の四代後にあたる子孫、摂津順乗が、越後守・松平光長の家臣として、幕府に対して本刀の返還を求めたことが記録されている。
また、『白石先生紳書』によれば、松平忠直の正室・勝姫（徳川秀忠娘）が越前松平家へ輿入れした際、守り刀として「童子切」を持参したと伝わる。
江戸時代以前の史料においては「童子切」という刀号は見られず、「鬼切」の呼称のみが用いられている。本刀が「鬼切」から「童子切」へと改称された時期については定説がなく、一般には『享保名物帳』（1719年頃）で改称されたとする説が知られている。しかし、これに先行する用例として、松平家伝来期の白鞘書に「童子切　弐尺六寸五分」との記載が確認されており（筆致は女筆で「高田様御筆なるにや」との所見）、また『越後頸城郡高田御城請取之記』にも「童子切安綱刀　太刀拵一通リ有」との記載が見える。以上から、「童子切」の呼称は享保以前に松平家伝来の段階で既に用いられていたことが確認できる。
文化庁および東京国立博物館の解説では、「豊臣秀吉が所持し、徳川家康・秀忠を経て越前藩主松平忠直に贈られた」と伝えるが、この伝来経路を裏付ける同時代の一次史料は確認されていない。
江戸時代後期の津山松平家家譜および童子切の刀箱に付された伝来書一通には、天正十二年（1584年）に徳川家康が結城秀康へ贈ったと記されている。御伝来書には、徳川家康が松平氏妾腹の長男である結城秀康に与えた旨が記されているが、これを裏付ける同時代の一次史料は確認されていない。
『御伝来推考』には、「天正18年（1590年）8月、秀康卿が結城に来て婚姻を調える際、晴朝が家宝の安綱作太刀を秀康卿に授けた」との旨が記されているが、これを裏付ける同時代の一次史料は確認されていない。
延宝8年（1680年）5月、越後騒動により松平光長は改易・流罪となり、家財・什器・宝物類は一切が徳川将軍家により押収された。童子切安綱もこの時に将軍家の管理下に移ったと見られる。
その時期、町田長太夫という試し斬りの名人が、六人の罪人の死体を積み重ねて童子切安綱を振り下ろしたところ、六つの死体を切断しただけでなく刃が土壇まで達したと伝わる。刀剣史研究家・福永酔剣は、この町田長太夫を幕府御試御用を務めた松本長太夫の本名と推定し、同人は鵜飼十郎右衛門と同時期に活動した、江戸初期の試斬名人山野勘十郎久英の弟子であったと述べている。他には、この試し斬りは元禄年間津山藩成立以降の出来事という説もあるが、津山松平家の台帳や家譜に記事は見えず、それを示す同時代資料も確認されない。
その後、光長の家財は有栖川高松宮第二王女（高琳宮）の家臣によって接収された。
貞享4年（1687）頃、光長の流罪中に童子切は長らく手入れされず、刀身に胡麻を散らしたような錆（胡麻錆）が生じたとされる。このため、本阿弥家に送られ研磨が行われた。
享保年間、徳川幕府8代将軍徳川吉宗の命により本阿弥家が編纂した『享保名物帳』にも童子切が収録されている。同書では、この太刀が本阿弥家に持ち込まれた当日の朝、江戸神田の筋違橋付近から上野・谷中方面へ多くの狐が移動し、人々は童子切が来たためだと噂したと伝えている。
貞享4年（1687年）10月24日、幕府は松平光長の罪を宥免し、官位・旧禄三万俵を復し、12月25日には老中や親族の松平直矩に伴われて登城、徳川綱吉に謁見した。罪は解かれたものの、配流先での厳しい生活による病が重く、以後は政務に復帰せず江戸で余生を送った。宝永4年、母・勝姫の旧邸である高田邸にて93歳で没した。元禄11年（1698年）1月14日、養子の松平宣富が津山藩10万石に封ぜられ立藩。
松平光長には幼少時の逸話が伝わる。夜な夜なうなされ泣くため、御殿医に診せたところ疳の虫と診断され、祈祷や薬も効き目がなかった。困り果てた側近が「童子切を枕元に置いては」と進言し、試したところ、その晩から夜泣きが止んだという。この話は後に「童子切は狐憑きも治す」との俗信にまで広がった。また、童子切が本阿弥六郎右衛門方に預けられていた頃、その近隣で火災が発生し延焼の危険が迫った。すると屋根の上に白狐が現れ、苦悶するかのように転げ回った。家人が「童子切をまだ運び出していない」と気づき、火の粉を避けて持ち出すと白狐の姿は消えたという。この逸話は『享保名物帳』に記された本阿弥三郎兵衛本家（本阿弥光忠）での出来事とは異なり、本阿弥六郎右衛門（本阿弥光常）の分家での出来事とされる。
馬場貞観が中奥目付を務めていた頃、刀剣御拭場において松平家の御刀掛・村山平学から次のような話を聞いたという。松平光長の代に童子切が本阿弥家に預けられていた際、白狐が日夜その屋根の上を廻って擁護しており、その理由を本阿弥家の者に尋ねると、「越後守様より預かる御宝剣であるため」と答えた。やがて刀が松平家へ戻されると、白狐の姿は果たして消えたとされる。
こののち、童子切は津山松平家に伝来し、平時は津山城本丸大広間に奉安し、手入れの際には植込之間に移して拭われた。松平家では、新田義貞の所持と伝わる鬼切として信仰された。
文化6年（1809年）1月20日、津山城本丸で大火が発生し、次台所から出火した火勢は表居間に延焼、諸役所を焼き尽くし、大広間・表裏鉄門・腰巻櫓などが焼失した。このとき御刀掛の村山平学らは、大広間に置かれていた腰物を迅速に搬出するため、各刀剣をそれぞれの刀箱から取り出し、童子切・稲葉江・石田正宗・七ツ星正宗の四振を童子切の内箱に収め、重要美術品太刀・粟田口国安（現・刀剣博物館蔵）など十五振を童子切の外箱に収めた。国宝薙刀・長光作（現・佐野美術館蔵）および大太刀・貞宗作（現存不明）の二振は、長尺のため童子切の外箱には収まらず、別の箱に納められた。その他の刀袋や諸道具も合わせて箱詰めされた。この御長持は極めて重量があり、平常の手入れでは、村山平学の差配で大広間から宇治橋の間へと御座敷内で運ぶだけでも、中奥目付の指示により壮力の持夫を出すほどの重さであった。ところが、そのような持夫でさえ手を焼く御長持を、火災の折には御番方が坂路を無難に持ち下ろすことができたのは、決して人力の及ぶところではなく、全く大器の御護りによるべしと記している。
近世の滋賀県の民間伝承では、松平忠直の乱行の原因について諸説ある中で、最も有力とされるのは、伊吹童子を討った妖刀「童子切丸」の怨念によるというものである。忠直は伊吹山麓の宿場で見初めた側女に言われるまま鬼畜のような振る舞いを重ね、やがて豊後へ配流されたとされ、この側女は童子切丸が呼び寄せた伊吹童子の化身であったとも伝えられる。また別の伝承では、源頼光が伊吹童子を討った太刀「童子切丸」にかかった呪いが所持者に次々と悲劇をもたらしたとされる。頼光の弟美女丸はその影響で乱暴者となり、父の源満仲が家臣藤原仲光に討伐を命じたが、仲光は代わりに自らの子の首を差し出した。これを知った美女丸は改心し、比叡山で高僧になったと伝えられる。なお、この「美女丸」は源頼光の同母弟・源賢の幼名「美丈丸」が後世に誤記されたものであり、江戸期の歌舞伎・浄瑠璃では「美女御前」、牛鬼、「丑御前」などとも表記された。
明治以降も津山松平家の家宝として継承され、1933年（昭和8年）1月23日付で、子爵松平康春の所有名義により国宝保存法に基づく旧国宝に指定された。さらに1951年（昭和26年）には文化財保護法に基づき新国宝に指定された。
昭和10年頃、文部省の依頼で当時26歳の若手研師（後の人間国宝）本阿弥日洲が津山松平家邸（東京・渋谷大坂上）にて童子切安綱の研磨を行った。刀身が健全であったため研磨自体は難しくなかったが、当主松平康春が一〜二時間にわたり傍らに付き添い、さらに退役陸軍大佐の家令が水替えの際に化学反応を避けるため木桶で長い廊下を何度も往復するなど、極めて丁重な扱いであった。日洲は後年、この研磨で最も骨が折れたのは刀そのものではなく、当主への応対であったと回想している。
第二次世界大戦後、津山松平家当主の松平康春は朝鮮銀行の整理業務に関与したことや、家宅が東京大空襲で全焼したこと、さらに経済的困難に直面し、売却を決意した。なお、連合国軍総司令部（GHQ）による刀剣類の接収を避けるため、文部省が国宝所蔵者に対して所蔵状況を照会した際、松平康春は童子切は既に焼失した旨を回答した。
中島飛行機社長で刀剣蒐集家の中島喜代一はこの報を聞き驚き、以前より金沢の刀剣商・石黒久呂を通じて松平家に度々譲渡を打診し、石田正宗および稲葉江の入手には成功していたが、童子切は門外不出として固くことわられた。中島は改めて石黒に探りを依頼したところ、童子切は現存しており、石黒の説得により松平康春は譲渡に応じ、10万円での売却契約が成立。しかし当時の財閥解体に伴う資産凍結の影響で、中島は資金を用意できず、購入を断念した。この時点で石黒久呂が提示した売価は当時の金で13-20万円であり、買受けを望む者は後を絶たなかったが、提示額の高さに及んでは皆逡巡して手を引いた。その後、剣道九段範士で玉利嘉章の名でも知られる玉利三之助が、日本特殊鋼社長の渡辺三郎の資金援助を受けて取得した。
昭和22年（1947年）12月、東京国立博物館は童子切の糸巻太刀拵の修復を、東京・上野の組紐店「有職組紐 道明」に依頼した。作業は道明新兵衛により行われ、原状の渡巻を可能な限り保存しつつ、破損部分には新たに白色の絹糸を用いて補修し、各種の保存方針を定めた。道明新兵衛はこの修補のため、渡巻部分の意匠を記録する絵図を作成した。道明新兵衛（6代目）は1960年、工芸組紐技術の無形文化財保持者に指定され、皇室関係、博物館、東京芸術大学など国立・私営の各機関に奉仕し、修補に携わった国宝やその他の名品は千件以上に及んだ。また、道明新兵衛の初祖は承応元年（1652年）に越後高田藩の藩士から町人に転じた人物と伝わり、この時期は童子切の元所有者である松平光長が同藩を治めていた時代にあたる。
玉利三之助は後年、事業の不振から童子切を手放す意向を示し、文学者の吉川英治にも購入を打診したが、吉川は「一代限りの保有ではなく、恒久的に動かない場所に収蔵すべき」として購入を辞退した。その後、渡辺三郎が逝去すると、息子の渡辺誠一郎は童子切の所有権を主張し、玉利との間で返還訴訟となった。この訴訟は東京地裁から東京高裁に及び、東京高裁では後に第5代最高裁判所長官となる裁判官で剣道家の石田和外が審理を担当した。係争中は執行吏保管のもと、刀剣鑑定家によって定期的な手入れが行われた。
玉利三之助の子・玉利齊は、生前の回想で、父がアメリカのボストン美術館から童子切を高額で買い取りたいとの連絡を受けたが、刀剣が海外に流出してしまうのを大いに危惧したため、愛国の思いから心に反骨を抱き、最終的に国へ低額で譲渡する道を選んだと述べている。
昭和38年（1963年）3月8日、東京地方裁判所が判決を下した。同月30日、童子切は国が2600万円で買い上げることが決まり、玉利三之助から文化財保護委員会へ引き渡された。昭和43年（1968年）6月には正式に東京国立博物館の所蔵となった（それ以前から同館で保管されている）。

## 解説

### 鬼切との関係
『太平記』に登場する鬼切・鬼丸は、物語上の創作として描かれたものであり、必ずしも実在刀剣に比定される必要はない。そのため、後世にはこれらの名称や由緒が他の刀剣にも伝えられる例が複数生じ、現存する「鬼切」と称される刀剣も童子切以外に複数伝来している。たとえば京都の北野天満宮に伝わる鬼切丸（別名・髭切）や、兵庫県川西市の多田神社に伝わる鬼切丸などがある。
一方で、原本明確に足利将軍家伝来とされる鬼切は童子切安綱であり、他家伝来の諸刀に足利氏伝来を称するものはない。しかし近年、2017年までの北野天満宮での展示においては、当宮所蔵の「鬼切丸」について、展示刀の脇に置かれた白色カード式の解説板に「当宮に伝わる刀剣の中で最古のもの、附属の伝来記によれば、源満仲が長男の頼光に与えて以降、源氏、足利氏、斯波氏から出羽最上氏へと、源氏の家系に伝わったといい、鬼切丸の号は、頼光が大江山の酒呑童子退治でこれを用いたからという」と記されていた。この説明文の内容は、足利将軍家に伝来した童子切安綱と、最上家から北野天満宮に奉納された鬼切丸の双方に共通する由緒を含んでおり、このため「鬼切」の名をめぐって両者が安綱の代表作としての由来を共有・競合しているとする見解もある。
また、北野天満宮に伝わる鬼切丸は「髭切」とも称されている。一方、童子切安綱を伝来した津山松平家は、歴史記録において童子切と髭切を同一とする主張を行った例はなく、また『剣巻』に見られる物語要素を付会した形跡も確認されない。
北野天満宮所蔵の「鬼切丸」については、かつては安綱銘を国綱銘に改竄したとされていたが、近年ではこの安綱銘自体も安綱以外の者による後世の追刻と考えられている。刀姿や作風からは備前風が強く、制作時期も伯耆安綱が活動した平安時代中期より1～2世紀後の鎌倉時代に下るとみられており、東京国立博物館の展覧会図録でも平安～鎌倉時代（12～14世紀）とされている。昭和期の刀剣史家・原田道寛は、最上家に伝来した鬼切丸に、かつて無銘であった時期の押形が存在したことを記しており、無銘である刀を源氏の重代・安綱作の鬼切とすることは、史実・根拠ともに薄弱であると述べている。この押形は現存が確認されず、所在も不明である。

### 天光丸との関係
『河内名所図会』によると、天光丸は同じ安綱作の鬼切丸（一名童子切）と同鉄で作られた「雌雄の太刀」という。
また、最上家にも「天光丸」一振が伝来しており、壺井八幡宮所蔵の天光丸とは別物とされる。

### 原典
1. ↑  鬼茶屋本『酒呑童子由来』
2. ↑  岩瀬文庫蔵『酒顛童子絵詞』[注 2]
3. ↑  大東急記念文庫蔵『しゆてん童子』[注 3]
4. ↑  慶応義塾大学図書館蔵『しゆてんとうし』（絵巻）[注 4]